# Clossiana erubescens
Clossiana erubescens är en fjärilsart som beskrevs av Otto Staudinger 1901. Clossiana erubescens ingår i släktet Clossiana och familjen praktfjärilar. Inga underarter finns listade i Catalogue of Life.